# Alexander Theobald Wilhelm von Auersperg
Alexander Theobald Wilhelm Fürst von Auersperg, avstrijski general, * 6. april 1818, † 2. marec 1866.

## Družina
Rodil se je 6. aprila 1818 Karlu Wilhelmu II. von Auerspergu von Gottschee in njegovi ženi Friederiki Luisi Wilhelmini Henrietti von Lenthe. 14. januarja 1852 se je v Budimpešti poročil s Sarolto Szapary, s katero sta imela tri otroke.

## Pregled vojaške kariere
Napredovanja
- generalmajor: 3. junij 1865